# Héctor Vázquez-Azpiri
Héctor Vázquez-Azpiri, escritor español, nacido en Oviedo el año 1931. Fue un autor muy destacado durante los años cincuenta y sesenta, si bien su marcha a México en los años setenta le hizo desaparecer un poco de los ámbitos culturales nacionales a finales de los sesenta, prosigue publicando hasta nuestros días.[¿cuándo?]

## Biografía
A pesar de haber nacido en Oviedo estudió bachillerato en la ciudad de Gijón, en el Colegio de la Inmaculada, de los jesuitas. Volvió a su ciudad natal para realizar la carrera universitaria de Filosofía y Letras, licencitura que obtuvo a caballo entre su Oviedo natal y Madrid.  En 1951 tiene una experiencia traumática al ser secuestrado en el asturiano pueblo de Llanes, por el bandolero Bernabé Ruenes Santoveña. Años más tarde esta experiencia será recogida en su primera novela Víbora, que será finalista del prestigioso Premio Nadal en 1955. Diez años trascurrieron de su primera novela a su segunda novela, La arrancada, de 1965. Ese mismo año publicaría una nueva novela, La Navaja, y dos años más tarde en 1967 con su cuarta novela obtiene el Premio Alfaguara de Novela con Fauna. En la década de los años 70 estuvo en México, becado por la Fundación Juan March. Durante los años setenta se pasa a la novela histórica con títulos como De Alfonso XIII al príncipe de España de 1973 o El cura Merino, El Regicida de 1974, entre otras publicaciones. Durante la década de los 80's, no publica ninguna novela y el siguiente trabajo suyo que ve la luz es en el año 1994. Se casó con una nieta de Bertrand Russell, con quien tuvo tres hijos, uno de ellos es un prestigioso abogado en Estados Unidos. [cita requerida]

## Obras
- Víbora (1955).
- La arrancada (1965).
- La navaja (1965).
- Fauna (1967)
- Juego de bobos (1972)
- De Alfonso XIII al Príncipe de España (1973)
- El Cura Merino, el Regicida (1974)
- Corrido de Vale Otero (1974)
- Historias de bandoleros asturianos (1977)
- Víctor Manuel (1975)
- Guía sentimental de Asturias (1994)
- El agregado (1998)
- Víbora por determinar (2001)
- El Viaje del Patricia (2004)